# Orange Crush
Orange Crush is een nummer van de Amerikaanse rockband R.E.M. uit 1989. Het is de eerste single van hun zesde studioalbum Green.
"Orange Crush" is een anti-oorlogslied. Volgens frontman Michael Stipe gaat het nummer over een Amerikaanse voetballer die zijn land verlaat om mee te vechten in de Vietnamoorlog. De titel van het nummer is dubbelzinnig. Orange Crush was de naam van Amerikaanse frisdrank met sinaasappelsmaak, maar R.E.M. verwijst met de titel naar Agent Orange, de codenaam voor een ontbladeringsmiddel dat in de Vietnamoorlog veelvuldig werd ingezet om de Vietnamse jungle te ontbladeren. Amerikaans militair personeel dat eraan werd blootgesteld, kreeg jaren later kanker en sommige van hun kinderen hadden geboorteafwijkingen. Het nummer werd door veel mensen volledig verkeerd geïnterpreteerd, waaronder door Top of the Pops-presentator Simon Parkin. Nadat R.E.M. het nummer daar live gespeeld had, kondigde Parkin het nummer af met: ""Mmm, great on a summer's day. That's Orange Crush."
Het nummer werd flopte in Amerika, maar werd op de Britse eilanden en in Oceanië wel een hit. In het Nederlandse taalgebied werden geen hitlijsten gehaald.

## Tracklijst
Cd-single
1. "Orange Crush" - 3:50
2. "Ghost Rider" (Suicide cover) - 3:45
3. "Dark Globe" - 1:52